# Индийска чучулига
Индийска чучулига (Alauda gulgula) е вид птица от семейство Чучулигови (Alaudidae). Видът е незастрашен от изчезване.

## Разпространение
Разпространен е в Афганистан, Бахрейн, Бангладеш, Бутан, Камбоджа, Китай, Индия, Иран, Израел, Казахстан, Кувейт, Киргизстан, Лаос, Мианмар, Непал, Оман, Пакистан, Филипини, Шри Ланка, Тайван, Таджикистан, Тайланд, Туркменистан, Обединените арабски емирства, Узбекистан и Виетнам.